# 伊巴謙馬·查奧爾
伊巴謙馬·查奧爾（法語：Ibrahima Traore，1988年4月21日—）出生於維勒班特，乃在法國出生的幾內亞足球運動員，司職中場，現時效力德甲球會门兴格拉德巴赫。

## 生平
查奧爾在法國家鄉效力小型業餘球會，2007年1月1日轉投德甲的哈化柏林。於2009年夏季由哈化柏林轉投德乙球會奧格斯堡，於協助球隊在2011年歷來首次升班德甲後，查奧爾免費加盟史特加，簽約三年。

## 連結
- fussballdaten.de：伊巴謙馬·查奧爾之統計數據 （德文）
- （德文） 哈化柏林查奧爾官方球員名單